# إنداليسيو برييتو
إنداليسيو برييتو تويرو (بالإسبانية: Indalecio Prieto) (أوفييدو 30 أبريل 1883 - مدينة مكسيكو 11 فبراير 1962) هو سياسي إسباني وشغل مناصب وزارية في حقبة الجمهورية الإسبانية الثانية، وأحد الشخصيات البارزة في حزب العمال الاشتراكي الإسباني (PSOE)، وأصبح رئيسها بين 1948-1951. وقد خرج إلى المكسيك بعد هزيمة الجمهوريين في الحرب الأهلية الإسبانية.

## بداية حياته
ولد في أوفييدو في 30 أبريل 1883، وهو من أصول متواضعة، توفي والده عندما كان عمره ست سنوات. سرعان ما انتقل إلى بلباو سنة 1891، حيث درس في مركز ديني بروتستانتي. علم نفسه ولكنه اضطر للعمل في سن مبكرة في لكسب لقمة العيش. وعندما كان عمره 14 عامًا، بدأ في حضور مركز العمال في بلباو حيث كان له صلة بالاشتراكيين، ودخل في جمعية بلباو الاشتراكية سنة 1899. بدأ حياته العملية مصمما في جريدة La Voz de Vizcaya. وأدى ذلك إلى أن يصبح لاحقا محرر نسخ وصحفي في صحيفة El Liberal، والتي أصبح في نهاية المطاف مديرا ومالكًا لها.

## دخوله السياسة
بسبب عمله بالصحافة أصبح بريتو في العقد الأول من القرن العشرين شخصية اشتراكية بارزة في إقليم الباسك. فتعلم من تلك الحرفة مهنة الخطابة التي أضحت مهمة للغاية في حياته السياسية. لقد كان من أشد المؤيدين للائتلاف الاشتراكي-الجمهوري، والذي حصل من خلاله على مناصبه العامة الأولى - نائب عن مقاطعة بيسكاي في 1911 - والذي كان عليه أن يواجه النواة الاشتراكية المعارضة، برئاسة فاسوندو بيريزاجوا الذي طرده من الحزب. وفي سنة 1914 انتخب عضوا لمجلس مدينة بلباو 1917.
خلال الحرب العالمية الأولى كانت إسبانيا محايدة، فجنت من ذلك أرباح ضخمة في الصناعة والتجارة للبلاد. لكن هذه الفوائد لم تؤثر على أجور العمال، فاندلعت ثورة اجتماعية ضخمة، بلغت ذروتها في 13 أغسطس 1917 مع بداية الإضراب الثوري العام، وخوفًا من تكرار أحداث روسيا في إسبانيا في ذلك الوقت، قمع الجيش تلك الثورة قمعا شديدا واعتُقِلت لجنة الإضراب في مدريد. فهرب برييتو الذي كان مساهمًا فيها إلى فرنسا قبل القبض عليه، ولم يعد إلا في أبريل 1918 بعد انتخابه نائباً في الكورتيس. وبعد هزيمة الجيش في معركة أنوال (1921) انتقد بريتو بشدة في الكورتيس تصرفات الحكومة والجيش في حروب الريف أو «حرب مليلية» (1919-1926). فحمل الملك ألفونسو الثالث عشر مسؤولية هزيمة الحملة العسكرية الرعناء للجنرال مانويل فرنانديز سلفستري في منطقة قيادة مليلية، على الرغم من عدم إثباتها على الملك.

## الزعيم الاشتراكي

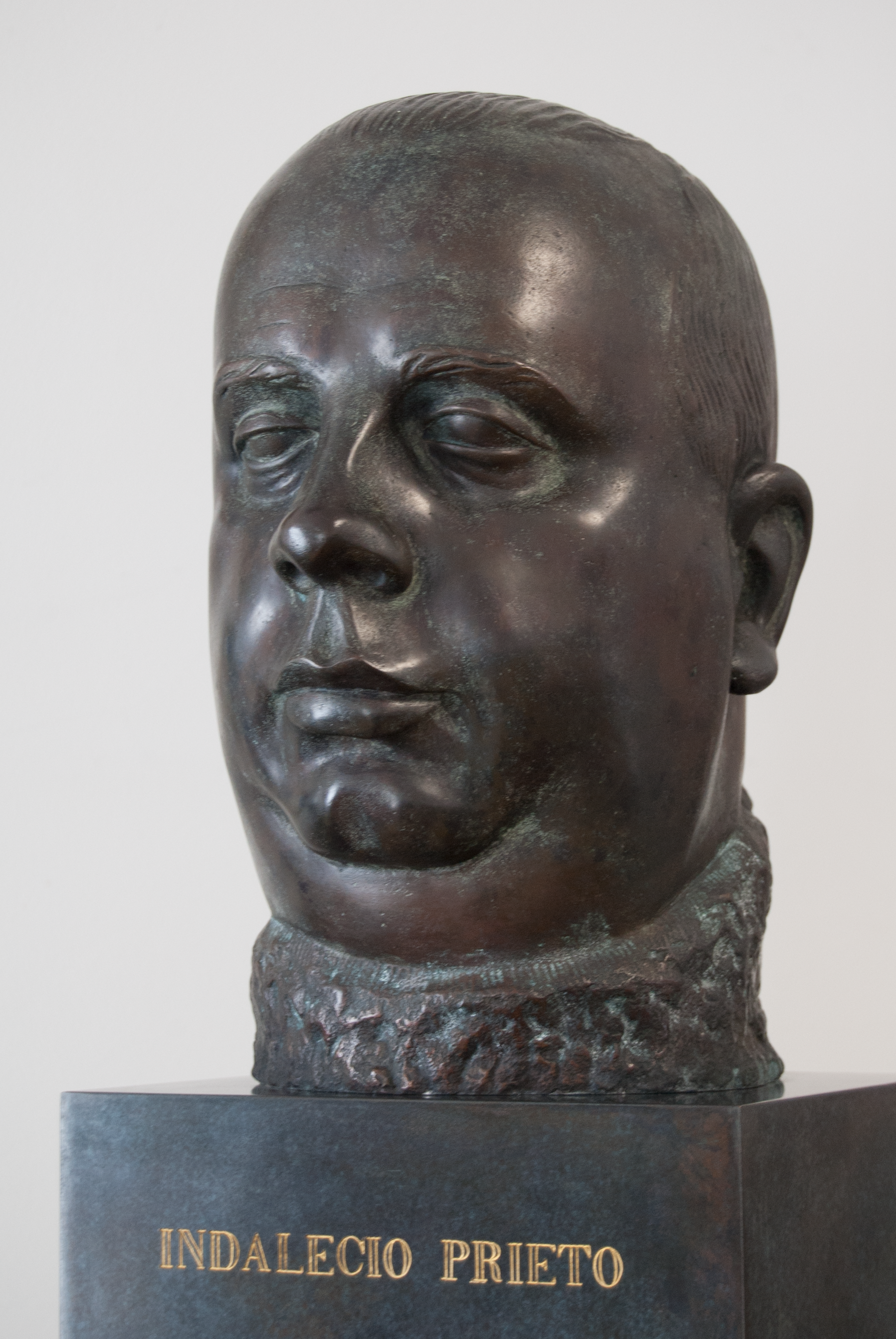
Indalecio Prieto (Juan Cristóbal, 1926).

زادت شهرة العضو البرلماني بالتوازي مع تأثيره داخل حزبه، حيث أصبح في قيادة حزب العمال الاشتراكي الإسباني (PSOE). خلافًا لتأسيس الحزب في الأممية الثالثة لقد كان لارجو كاباليرو أحد الزعماء الاشتراكيين الذين عارضوا بشدة دمج PSOE و UGT في الشيوعية الدولية، انتهى الأمر بمغادرة الفصيل الثالث حزب PSOE لتأسيس الحزب الشيوعي العمالي الأسباني (PCOE) في أبريل 1921.
عارض بريتو تعاون فرانسيسكو لارجو كاباليرو الجزئي مع ديكتاتورية بريمو دي ريفيرا. فاندلعت مواجهات مريرة بين الرجلين. مما عمق التشتت فاستقال إنداليسيو برييتو من منصبه في اللجنة التنفيذية في حزب العمال الاشتراكي (PSOE) احتجاجا. وبعد سقوط الديكتاتورية، انحاز إلى جانب الجمهورية لخلق مخرج لأزمة البلاد، حيث شارك بصفته الشخصية أمام معارضة زعيم الحزب جوليان بيستيرو بتشكيل ميثاق سان سيباستيان في أغسطس 1930، الذي شكله تحالف واسع من الأحزاب الجمهورية التي تهدف إلى إنهاء الحكم الملكي. وفي هذا الاتجاه دعم برييتو جناح لارجو كابييرو في الحزب، حيث اعتقد الأخير أن سقوط النظام الملكي هو ضروري لتتمكن الاشتراكية من الوصول للسلطة.

## حكومة الجمهورية الإسبانية

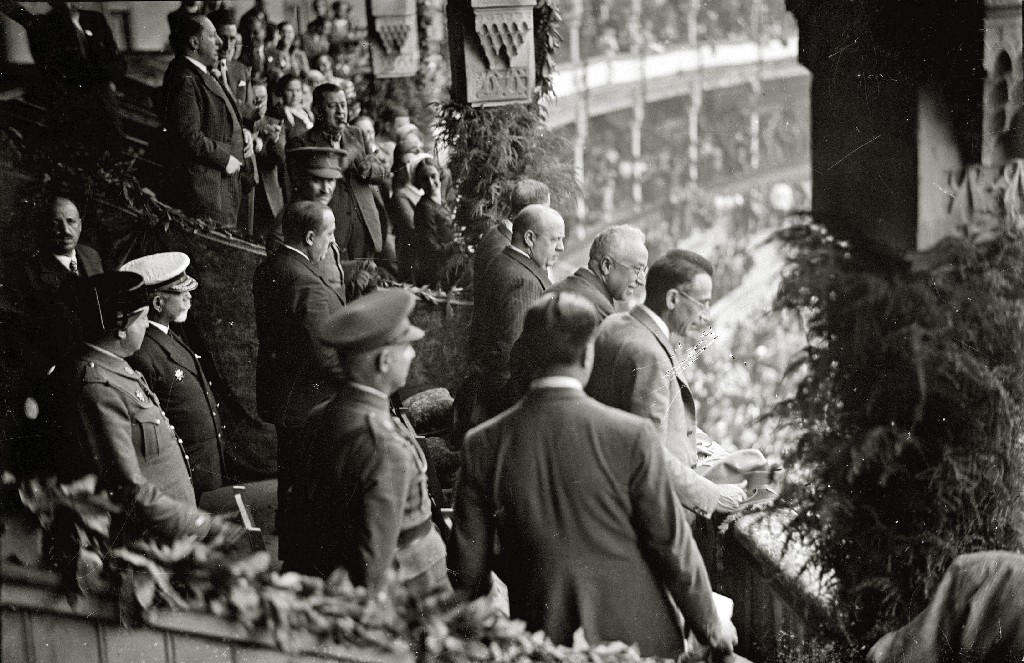
برييتو مع ألكالا زامورا وشخصيات أخرى في حلبة مصارعة الثيران بسان سباستيان (1932).

أعلنت الجمهورية الثانية في 14 أبريل 1931، وتم تعيين برييتو في وزيرا للمالية في الحكومة المؤقتة برئاسة نيكيتو ألكالا زامورا.
وبصفته وزيراً للمالية وقّع على تسليم البيت الريفي (en:Casa de Campo) إلى «مجلس مدينة مدريد» وقصر المورق أو الكازار إلى بلدية إشبيلية للاستخدام العام والاستمتاع بها، واضطر إلى مواجهة تداعيات الأزمة الدولية على الاقتصاد الإسباني، والبقاء في العقيدة الليبرالية الصارمة. على الرغم من كل شيء، فقد واجه معارضة رجال الأعمال الذين لم يثقوا به، ومقاومة بنك إسبانيا، الذي قاوم تدخلات كبيرة من الدولة في هذا الكيان.
في نشاطه البرلماني امتنع بريتو عن التصويت على المادة المتعلقة بحق النساء في التصويت في مناقشات صياغة الدستور الإسباني لسنة 1931. ولم يحضر بريتو التصويت على المادة 36 التي سمحت للمرأة بالتصويت وكان ضد الموقف المؤيد، على عكس موقف لأقرانه من النواب الاشتراكيين وهم أغلبية المجلس، واعتبر التصويت «طعنة للجمهورية».
ترك وزارة المالية واستمر وزيراً للأشغال العامة في حكومة مانويل أثانيا في 1931-1933، استمر في توسعة سياسة المشروعات الكهرومائية التي بدأت في فترة ديكتاتورية بريمو دي ريفيرا، وكذلك الخطة الطموحة لتحسين البنية التحتية في مدريد، مثل محطة سكة حديد كامارتين الجديدة والأنفاق تحت مدريد الذي تربطها بمحطة مترو أتوشا مدريد؛ لم تكتمل معظم هذه الأعمال إلا بعد الحرب الأهلية الإسبانية 1936-1939. ترك منصب وزير الأشغال العامة في سبتمبر 1933.

### الإضراب الثوري العام 1934

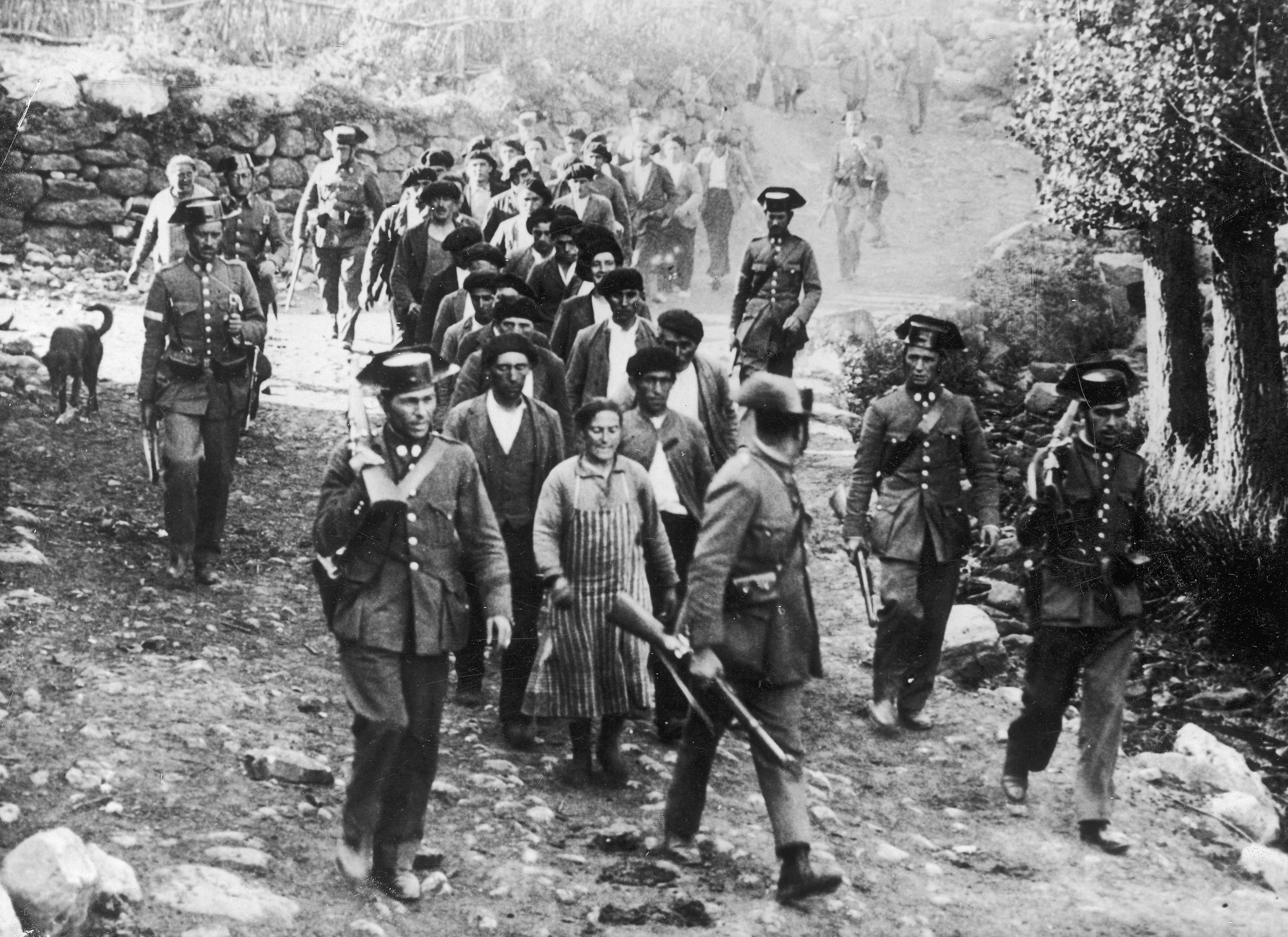
قوات الحرس المدني ومعهم سجناء متجهين نحو برانيسرا.

أدت أزمة سبتمبر 1933 إلى انسحاب الاشتراكيين من الحكومة وحضور انتخابات نوفمبر وحدهم. فجاء الانتصار الانتخابي لليمين واحتمال انضمام حزب سيدا إلى السلطة بمثابة استفزاز ل PSOE. فبدأ الإعداد لإضراب ثوري العام في أكتوبر 1934، والذي شارك فيه برييتو بمشاركة نشطة للغاية. وقد كشف عن آرائه حول موضوع الإضراب ومشاركته فيه في مؤتمر عُقد في مدينة مكسيكو في 1 مايو 1942:
وقبل البدء بالإضراب الثوري العام هرب برييتو إلى باريس، بعد ان كشفت الحكومة أمره. ويمثل بريتو وجهة نظر ليبرالية داخل الحزب، ودعم التعاون مع الأحزاب الجمهورية اليسارية للعودة إلى السلطة، وضمان لاستقرار المؤسسات الجمهورية. هذا هو السبب في أنه عارض الأفكار الثورية من يسار حزبه - التي انعكست في صحيفة كلاريداد - على تطرف الشباب وحثهم التعاون مع الحزب الشيوعي الإسباني (CNE) وCNT.

### انتخابات 1936
نجح برييتو في انتخابات 1936 في دائرة بلباو الانتخابية بحصوله على 69,193 صوتًا. بعد الانتخابات تم تعيينه رئيسًا للجنة المحاضر التي شكلت في 17 مارس داخل البرلمان.
بمناسبة إعادة الانتخابات للنواب في مقاطعة قونكة (والتي واجه فيها مرشحو الجبهة الشعبية اليسارية مرشحي اليمين ومن بينهم خوسيه أنطونيو بريمو دي ريفيرا، بعد استقالة الجنرال فرانسيسكو فرانكو من الترشيح). ألقى بريتو خطابًا مثيرًا في الحملة الانتخابية في قونكة في 1 مايو 1936، أعاد فيها التذكير بالتجديد واقترح بتدابير كينزية لتعزيز السوق الداخلي. في الكلمات الموجهة نحو فصيل كابييرو، عبر عن معارضته للعنف أو الفوضى الثورية التي من شأنها أن تضع الحكومة الديمقراطية في خطر. كما حذر من التحضير لانتفاضة عسكرية وشيكة بقيادة فرانكو، معلومات كانت الحكومة تعرفها بالفعل نتيجة معرفتها بإعلان الجنرال أورجاز قبل أيام عن محاولة انقلاب في مختلف الأوساط العسكرية. وأخيراً أظهر بريتو إحساسًا عميقًا بالوطنية -أكد أن نأخذ إسبانيا في القلب وفي نخاع العظام-. وقد لقى الخطاب صدى إيجابيا من صحافة الجمهورياتية، وكان له موضع تقدير من خوسيه أنطونيو. لكنه واجه العداء من اتباع كابييرو، مما عمق الانقسام داخل الحزب.

### الحرب الأهلية

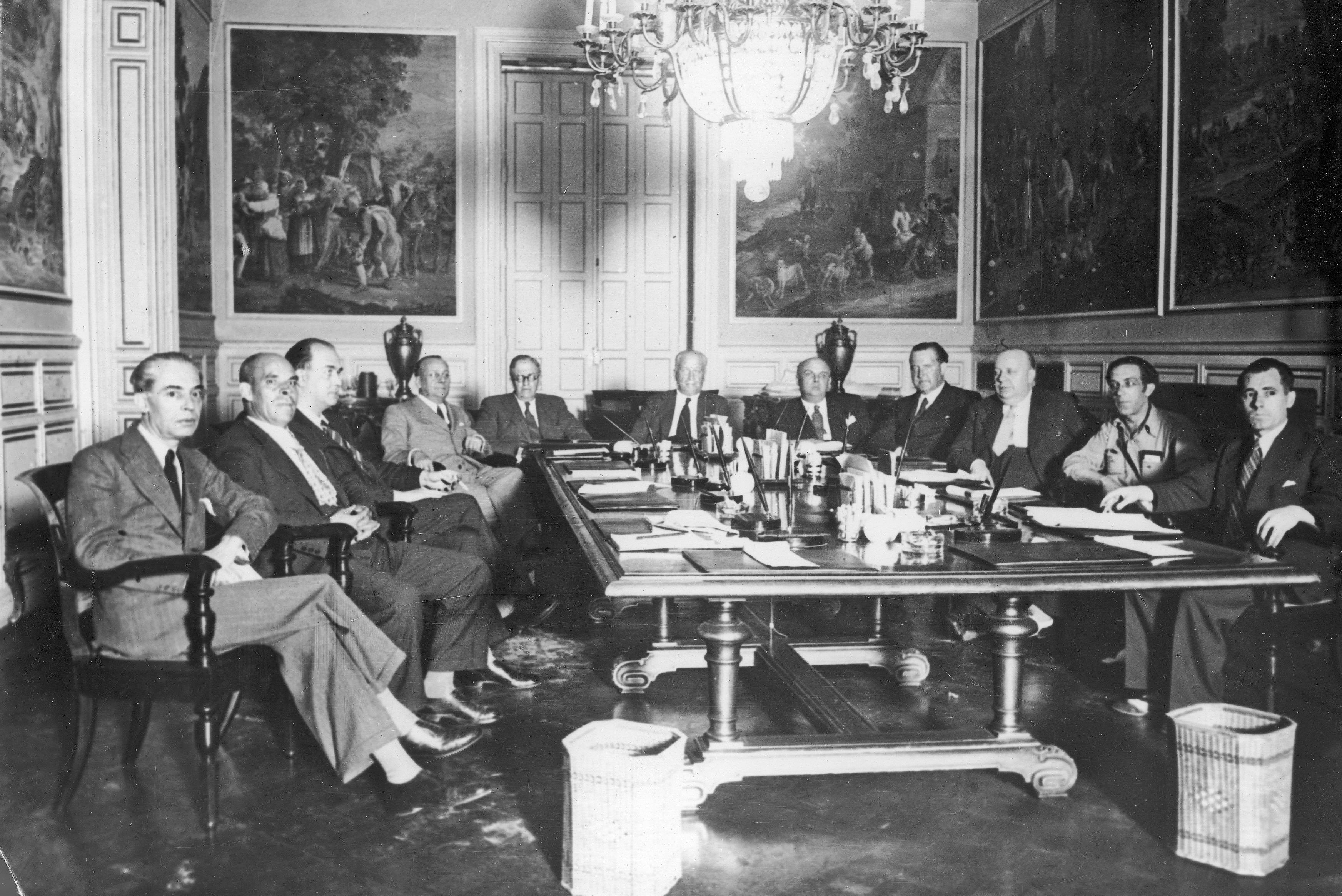
برييتو (الثالث على اليمين) في اجتماع لمجلس الوزراء برئاسة لارجو كابييرو (1936).

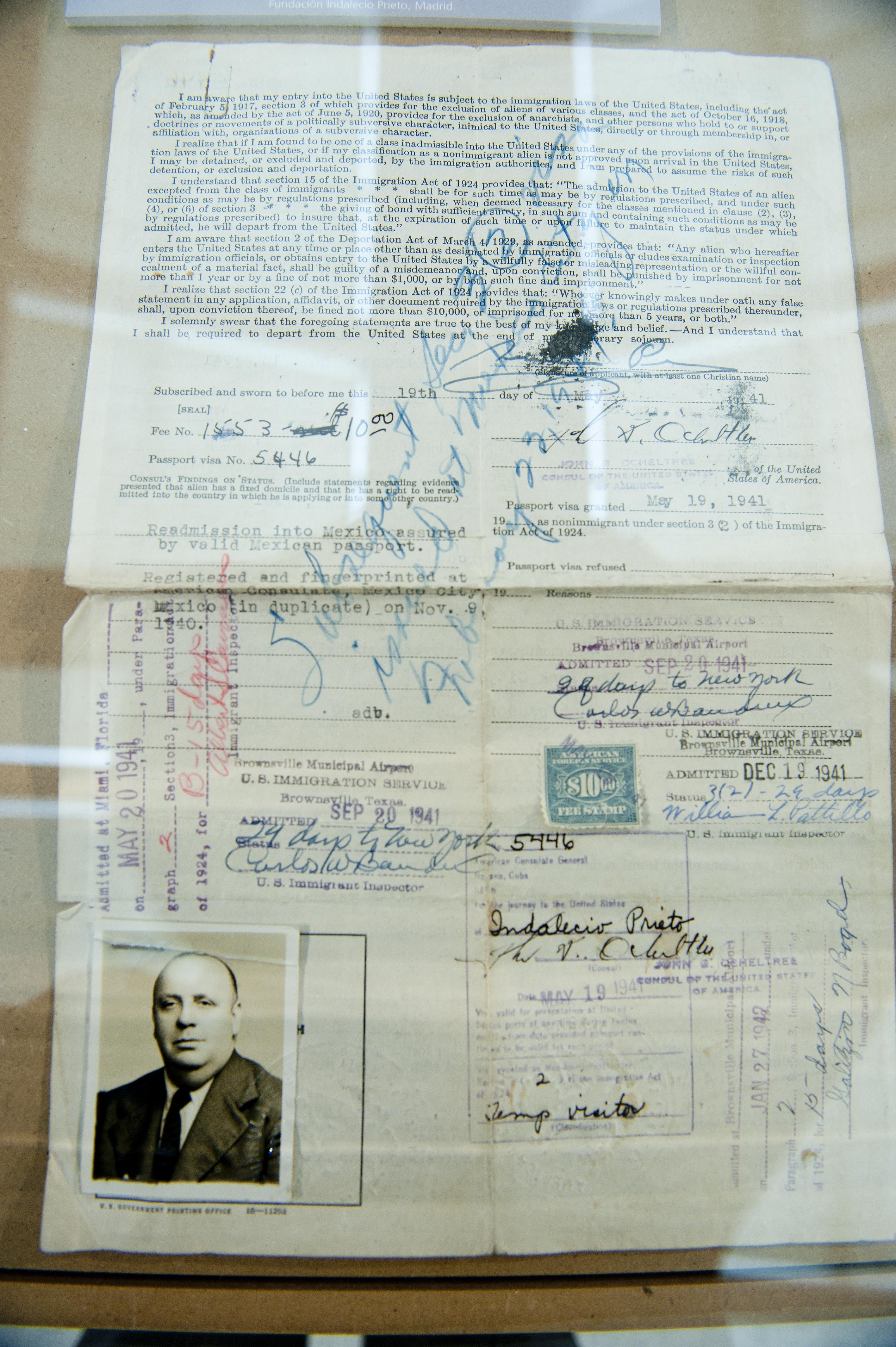
تأشيرة دخول الولايات المتحدة صادرة إلى إنداليسيو برييتو (1941).

كان برييتو مقتنعًا تمامًا بأن الوضع السياسي والاجتماعي لإسبانيا في 1936 سيقود بالضرورة إلى حرب أهلية، وقد كتب عن ذلك ونشرها عدة مرات طوال ربيع ذلك العام. وعندما اندلعت الحرب، على الرغم من أنها لم تكن جزءًا من عمل الحكومة، إلا أن الحرب كان لها نشاط سياسي كبير داخل الحكومة نفسها. وقد رفض العنف الثوري الذي اندلع في المنطقة الجمهورية، وعندما وقعت مذبحة سجن مدريد النموذجي قال: «إن وحشية ما حدث هنا تعني ببساطة أننا خسرنا الحرب». بعد سقوط تالافيرا دي لا رينا بيد المتمردين في سبتمبر 1936 أصبح لارجو كابييرو رئيسًا لمجلس الوزراء، فتم تعيين بريتو وزيراً للقوات البحرية والجوية للحكومة الجديدة.
بعد الأحداث الثورية في مايو 1937 في برشلونة سقطت حكومة لارجو كاباليرو بسبب معارضة الحزب الشيوعي وبريتو نفسه، الذي انتخب بالإجماع من قبل اللجنة التنفيذية ل PSOE لرئاسة الحكومة الجديدة؛ ولكن رفض ذلك ورشح خوان نيغرين لذلك المنصب، وهو من نفس المجموعة داخل الحزب. فعين مانويل أثانيا نيغرين رئيسًا للحكومة، وعين برييتو وزيرا للدفاع الوطني على الرغم من إدراكه الداخلي أنه لا يمكن الانتصار في الحرب لأن الجمهورية كانت تتعرض لعزلة دولية شديدة وافتقرت إلى دعم القوى الديمقراطية مثل فرنسا والمملكة المتحدة والولايات المتحدة (خلال وزارته تم قطع الإمداد البحري من السفن السوفيتية بهجمات غواصات إيطالية وكانت الحدود الفرنسية مغلقة).
بعد سقوط الجبهة الشمالية في أكتوبر 1937 قدم استقالته ولكن لم يتم قبولها. وأخيراً غادر الحكومة مارس 1938 بعد انهيار جبهة أراغون، وفي أعقاب ازدياد النزاع مع الشيوعيين.

## المنفى
امتنع عن الحياة السياسية النشطة لبقية الحرب، رغم أنه قبل بسفارة غير عادية في عدة بلدان في أمريكا الجنوبية. وفوجئ بنهاية الحرب من منفاه في المكسيك. ومن هناك تزعم قيادة PSOE. وفي سنة 1939 أسس مجلس مساعدة الجمهوريين الإسبان (JARE). تم تعيين بريتو أمينا عاما لمجلس التحرير الأسباني (1943-1945).
في مؤتمر تولوز لـ PSOE سنة 1946 انتصرت أطروحته: إدانة نيغرين وسياسته، ومناهضة الشيوعية بشدة والتعاون مع الملكيين لاستعادة الديمقراطية في إسبانيا. في مايو 1948 حضر بدعوة من سلفادور دي مادارياغا مؤتمر لاهاي. والتقى برييتو في أكتوبر 1947 بلندن مع خوسيه ماريا جيل روبليس، حيث أجرى مفاوضات مع الملكيين لصالح خوان دي بوربون، والتي توجت بالتصديق في 29 أغسطس 1948 على اتفاق هش من ممثلي كلا الطرفين أصبح يعرف باسم «اتفاق سان خوان دي لوز». ولكن مالبث أن تم التخلي رسميا عن هذا الاتفاق في أغسطس 1951. أدى تماسك الديكتاتورية إلى إلغاء مشاريعه والاستقالة من منصبه التنفيذي في نوفمبر 1950. توفي في مكسيكو سيتي يوم 12 فبراير 1962. ودفن في مقبرة في ديرايو بفيزكايا.

## وصلات خارجية
- إنداليسيو برييتو على موقع مونزينجر (الألمانية)